# Souvrství Kakanaut
Souvrství Kakanaut je geologickou formací z doby před 70 až 66 miliony let, tedy z období geologického věku maastricht (pozdní svrchní křída). Výchozy tohoto souvrství se rozkládají na území ruského Dálného Východu, resp. severovýchodní části Sibiře (Čukotský autonomní okruh).

## Popis a význam
Toto souvrství obsahuje sedimenty z terminální (nejpozdnější) křídy a nabízejí tak pohled na poslední známé dinosauří ekosystémy z oblasti severovýchodní Asie. Souvrství tvoří především pískovce, v menší míře pak vulkaniklastické sedimenty. Mocnost činí místy až 1000 metrů. V sedimentech se nacházejí informace o ekosystémech posledních dinosauřích populací obývajících oblasti v blízkosti severního polárního kruhu na konci křídové periody.

## Fauna
- Troodon cf. formosus
- Ankylosauria indet.
- Dinosauria indet.
- Dromaeosauridae indet.
- Hadrosauridae indet.
- Neoceratopsia indet.
- Ornithopoda indet.
- Prismatoolithidae indet.
- Spheroolithidae indet.
- Theropoda indet.
- Tyrannosauridae indet.
- ?Aves indet.[5]